# Chen Yi (landhockeyspelare)
Chen Yi, född den 28 januari 1997, är en kinesisk landhockeyspelare.

## Karriär
Chen Yi ingick i det kinesiska lag som spelade landhockey vid OS 2020 och som tog silver i landhockey vid OS 2024.